# Ci sei Dio? Sono io, Margaret
Ci sei Dio? Sono io, Margaret. (Are You There, God? It's Me, Margaret) è un film del 2023 scritto e diretto da Kelly Fremon Craig.
La pellicola è l'adattamento cinematografico dell'omonimo romanzo del 1970 di Judy Blume.

## Trama
Margaret Simon si trasferisce con la sua famiglia da New York alla periferia del New Jersey. Poiché uno dei suoi genitori è cristiano e l'altro è ebreo, va alla ricerca della sua identità religiosa.

## Produzione

### Sviluppo
Dopo aver rifiutato di vendere i diritti cinematografici del proprio romanzo per quasi cinquant'anni, nel 2019 Judy Blume ha acconsentito alla richiesta di James L. Brooks e Kelly Fremon Craig. Nel febbraio 2021 è stato annunciato che Abby Ryder Fortson avrebbe interpretato la protagonista e nei mesi seguenti si sono unite al cast anche Rachel McAdams, Kathy Bates e Benny Safdie.

### Riprese
Le riprese si sono svolte tra l'aprile e il luglio 2021 a Charlotte e Concord, nella Carolina del Nord.

## Promozione
Il primo trailer del film è stato pubblicato il 13 gennaio 2023.

## Distribuzione
Originariamente prevista per il 16 settembre 2022, la distribuzione del film nelle sale statunitensi è stata posticipata al 28 aprile 2023. In Italia il film è stato distribuito direttamente sulle piattaforme digitali. 

## Accoglienza
Il film ha incassato poco più di 21 milioni di dollari contro un budget di oltre 30 milioni, ma ha ricevuto critiche universalmente positive con il 99% di recensioni positive sul sito di critica Rotten Tomatoes, con un voto medio di 8.4 su 10 basato su 230 critiche.

## Premi e riconoscimenti
- 2023 - San Diego Film Critics Society Awards
  - Miglior film
  - Migliore attrice non protagonista a Rachel McAdams